# Пушина (Польща)
Пушина (пол. Puszyna, нім. Puschine) — село в Польщі, у гміні Корфантув Ниського повіту Опольського воєводства.
Населення — 354 особи (2011).

## Демографія
Демографічна структура станом на 31 березня 2011 року:
|          | Загалом | Допрацездатний вік | Працездатний вік | Постпрацездатний вік |
| -------- | ------- | ------------------ | ---------------- | -------------------- |
| Чоловіки | 187     | 46                 | 123              | 18                   |
| Жінки    | 167     | 25                 | 103              | 39                   |
| Разом    | 354     | 71                 | 226              | 57                   |